# Gummersloch
Das Gummersloch ist ein kleines Seitental im Köniztal/Gurtental in der Schweizer Gemeinde Köniz, das vor allem durch eine Ende der 1960er-Jahre errichtete Kehrichtdeponie bekannt wurde.

## Geschichte
Im März 1968 nahm der Grosse Gemeinderat von Köniz die geplante Kehrichtdeponie einstimmig an. Bei der Gemeindeabstimmung vom 18./19. Mai 1968 nahmen die Stimmberechtigten die umstrittene Vorlage zur Errichtung der Kehrichtdeponie mit 2046 Ja gegen 1888 Nein an. Die Zahl der Fuhren von ausserhalb Köniz ins Gummersloch ging von 934 im Jahr 1970, als Belp, Ittigen, Kehrsatz, Münsingen, Muri, Ostermundigen und Worb deponierten, auf 177 im Jahr 1971 zurück, als noch Muri und Kehrsatz ihren Kehricht von ausserhalb Köniz anlieferten.
Im Dezember 1982 musste Kehrsatz seine Grundwasserfassung unterhalb des Gummerslochs schliessen, da das Wasser durch das Sickerwasser der Deponie verschmutzt wurde, wie sich 1986 herausstellte. 1988 wurde bekannt, dass als erste Sofortmassnahme der Sulgenbach, der eingedolt unter der Deponie durchführte, verlegt werden soll.
1998 verpflichtete das Bundesgericht die Gemeinde Köniz, die Kehrichtdeponie definitiv aufzuheben und ab dem Jahr 2000 keine brennbaren Siedlungsabfälle mehr abzulagern. So wurde die Deponie nach 2000 vorwiegend mit Bauschutt und Aushub aufgefüllt. 2013 kündigte die Gemeinde die Schliessung der Deponie im Jahr 2017 an.
Seit 1988 betreibt die Bega Grünabfallverwertungs AG eine Deponie für Grünabfälle im Gummersloch, die wegen des Fehlens einer Baubewilligung kritisiert wurde.
Im Jahr 2021 nahm die Gemeinde Köniz die Quellwasserfassung Gummersloch wegen Überschreitung der Grenzwerte bei Abbauprodukten des Pestizids Chlorthalonil vom Netz.